# Carex hispida
Carex hispida é uma espécie de planta com flor pertencente à família Cyperaceae. 
A autoridade científica da espécie é Willd., tendo sido publicada em Schkuhr, Beschr. Riedgräs. 1: 63 (1801).
O seu nome comum é carriço-eriçado.

## Portugal
Trata-se de uma espécie presente no território português, nomeadamente em Portugal Continental.
Em termos de naturalidade é nativa da região atrás referida.

## Protecção
Não se encontra protegida por legislação portuguesa ou da Comunidade Europeia.